# JUDr. Jan Hofmann Č. S. A. D. Klíčov

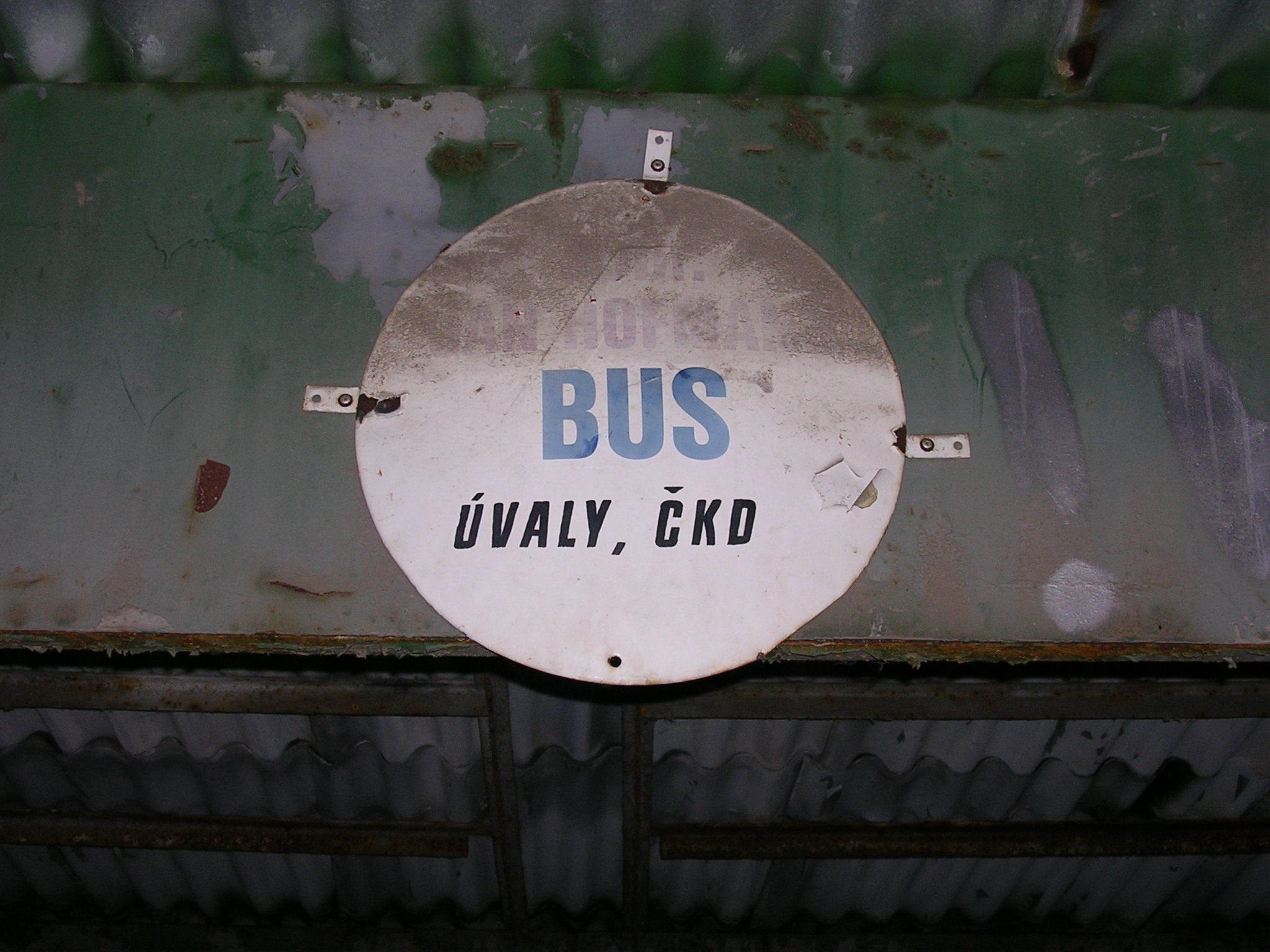
Pozůstatek po označení zastávky JUDr. Jan Hofmann se zamalovaným názvem podniku

JUDr. Jan Hofmann (* 24. února 1952) je jedna z výrazných postav podnikání v české autobusové dopravě od roku 1994, kdy byl v tomto oboru liberalizován trh. Jím vlastněný podnik JUDr. Jan Hofmann, Česká spedice-Autoopravny-Doprava Praha-Klíčov (působící pod značkou JUDr. Jan Hofmann Č.S.A.D. Klíčov), privatizovaný závod bývalého státního ČSAD v Praze na Klíčově, který provozoval jako živnostník, zavedl do veřejné dopravy v okolí Prahy prvky dravé konkurence a byl průkopníkem metod, jak využívat slabin zákona o silniční dopravě. Poté, co svou živnost přivedl ke konkursu, bylo jeho jméno spojeno i s několika dalšími obchodními společnostmi působícími v oboru dopravy a cestovního ruchu: Bohemiatour a. s (rovněž skončila v konkursu) a Hofmann GmbH (proslulý symbol nekvalitního dopravce) a se společností jeho manželky paní Hofmannové, Eurolines ČR spol. s r. o., u níž pracoval ještě v roce 2009 (a to i jako řidič) a jejím jménem odpovídal na stížnosti.

## JUDr. Jan Hofmann Č. S. A. D. Klíčov

### Privatizace ČSAD Praha-Klíčov s. p.
Podnik ČSAD KNV Praha byl k 1. lednu 1991 rozdělen na 22 státních podniků. Jejich zřizovatelem bylo Ministerstvo pro hospodářskou politiku a rozvoj ČR, od 1. ledna 1993 přešlo zřizovatelství na Ministerstvo dopravy ČR. Jedním z takto vzniklých podniků byl ČSAD Praha-Klíčov, státní podnik. Zakladatel (MHPR) předložil 27. srpna 1992 Ministerstvu pro správu národního majetku a jeho privatizaci privatizační projekt, podle nějž měl podnik změnit právní formu na akciovou společnost s použitím investičních kupónů, přičemž 58 % akcií mělo být přímo prodáno zahraničnímu zájemci. Dne 30. července 1993 však Ministerstvo dopravy kvůli nedodržení privatizačních podmínek zahraničním zájemcem návrh změnilo na přímý prodej předem určenému vlastníkovi, JUDr. Janu Hofmannovi. Po doporučení tohoto návrhu Ministerstvem SNMP vláda 15. září 1993 usnesením č. 510 rozhodla o tomto způsobu privatizace, a to za účetní hodnotu zjištěnou ke dni prodeje. 6. ledna 1994 na základě výzvy Fondu národního majetku z téhož dne převedl ministr dopravy ke dni 11. ledna 1994 majetek ČSAD Praha-Klíčov v hodnotě, která ke dni 30. září 1992 byla vyčíslena na 193,112 milionů Kč, na Fond národního majetku. 7. ledna 1994 uzavřel FNM s JUDr. Janem Hofmannem kupní smlouvu o prodeji podniku s účetní cenou majetku 193,112 milionů Kč s účinností od 11. ledna 1994 podmíněnou tím, že nabyvatel do 10. ledna uhradí předběžnou kupní cenu, s tím, že kupní cena bude upravena podle účetní hodnoty ke dni 10. ledna 1994. JUDr. Jan Hofmann uhradil 193,112 milionů Kč, účetní uzávěrka ke dni 10. ledna 1994 však vyčíslila účetní hodnotu na 76,866 milionů Kč a 10. března 1994 byl Janu Hofmannovi vyplacen rozdíl ve výši 116,246 milionů Kč.
Nejvyšší kontrolní úřad zařadil do plánu kontrolní činnosti na rok 1996 prověřit postup privatizace čtyř státních podniků pocházejících z ČSAD KNV Praha. V případě státního podniku ČSAD Praha-Klíčov NKÚ konstatoval, že vedení jeho účetnictví bylo od vzniku státního podniku nevěrohodné. Nebylo předloženou přezkoušení účetních závěrek z let 1990, 1991 a 1992 a účetní písemnosti podniku byly zničeny v důsledku zatopení skladu, doloženého jako pojistná událost. NKÚ konstatoval, že nelze zrekonstruovat účetnictví za tyto roky a tak určit příčiny enormního kolísání hodnoty majetku podniku v průběhu privatizace (od 310,566 milionů po 76,866 milionů), ačkoliv uvedená hodnota majetku byla významná pro rozhodnutí vlády a stanovení kupní ceny. Z věcného hlediska NKÚ zpochybnil privatizační návrh MD, který nemohl zajistit věrohodné ocenění privatizovaného majetku, protože cena byla určena na základě nevěrohodně vedeného účetnictví.

### Podnik
JUDr. Jan Hofmann, Česká spedice-Autoopravny-Doprava Praha-Klíčov (obvyklá zkratka JUDr. Jan Hofmann Č. S. A. D. Klíčov), IČ 61300217, byl podle rejstříku živnostenského podnikání držitelem živností od 30. června 1994 do 8. října 2004, 16. února 1998 byl nad podnikem vyhlášen konkurs. V registru ekonomických subjektů ČSÚ byl zaregistrován 7. července 1994. Živnostenská oprávnění byla vydána na množství činností v osobní i nákladně dopravě, zasilatelství, opravárenství, cestovního ruchu atd. Odpovědným pracovníkem pro většinu dopravních činností byl Ing. Josef Císař.
Hlavní provozovnou pro osobní i nákladní dopravu včetně taxislužby byly bývalé garáže ČSAD v Praze na Klíčově (Praha 9, Čakovická 835/2), pro nákladní dopravu a opravárenství byly dále registrovány provozovny v Kralupech, Staré Boleslavi a Klíčanech, čerpací stanice kromě dopravních provozoven ještě v Hradišťku, cestovní kancelář sídlila v Praze v Opletalově ulici, jako místa poskytování hostinské a ubytovací činnosti byly kromě uvedených míst uvedeny ještě Vlastějovice, Dolní Dvůr, Příchovice a Úštěk.
Kromě provozování autobusové dopravy byl podnik známý například jako český distributor i uživatel slovenských autobusů značky Granus, které se však v Česku příliš nerozšířily; byly licenční modifikací polských autobusů Autosan (5 kusů později používala společnost ČSAD Střední Čechy s. r. o. .

### Autobusová doprava
JUDr. Jan Hofmann zavedl do veřejné dopravy v okolí Prahy prvky dravé konkurence, například vedení linek souběžně s linkami jiných dopravců a sestavování jízdních řádů tak, aby konkurenci přebral co nejvíce cestujících (například na trasách do Roztok a do Štěchovic).
Zároveň byl průkopníkem metod, jak využívat slabin zákona o silniční dopravě. Vzhledem k tomu, že zákon o silniční dopravě 111/1994 Sb. upravuje vydávání licencí a schvalování jízdních řádů tak, že obojí přísluší dopravnímu úřadu v místě, kde linka začíná, a vzhledem k tomu, že žádat o vydání licencí a schvalování jízdních řádů Magistrát hlavního města Prahy zřejmě pro JUDr. Jana Hofmanna nebylo výhodné, stalo se pro jeho podnik typické, že linky fakticky vedoucí z Prahy byly pospojovány do dvojic tak, že žádná z nich v Praze nezačínala a pro jistotu ani nekončila: mnohdy tak byla spojena například i dálková linka s místní, přičemž občas některý spoj mezi oběma linkami přejel, ač tento přejezd byl jinak bez dopravního významu. Fakticky tak dosáhl toho, že mu žádnou licenci nemusel schvalovat pražský magistrát. Trasy takto sestavovaných linek byly často velmi bizarní a rok od roku metamorfovaly do nových kombinací.
Podniky JUDr. Jana Hofmanna byly rovněž průkopníkem v používání fiktivních spojů k udržení licence. Držitel licence k provozování linky má totiž ze zákona povinnost linku provozovat, jinak mu má být licence odebrána. Pokud však je v jízdním řádu uveden třeba i jen jediný spoj ročně, který ani nejede v celé trase linky, sankce odebrání se neuplatňuje. Tento způsob udržování licence na linkách, na nichž fakticky dopravce provoz pozastavil, od Hofmannových firem převzaly i mnohé další firmy, například Orlobus nebo DPÚK.

### Autobusové linky
V letech 1995 až 2000 byly v jízdních řádech pravidelné autobusové dopravy pro střední Čechy uvedeny například tyto linky:
- 250102 Veltrusy/Bašť – Praha – Hradec Králové – Rychnov nad Kněžnou – Rokytnice v Orlických horách (1995/1996, 1997/1998, 1998/1999)
- 250103 Kralupy nad Vltavou – Odolena Voda – Praha – Hořice – Trutnov – Pec pod Sněžkou/Horní Malá Úpa, Pomezní Boudy (1995/1996, 1997/1998, 1998/1999)
- 250105 Kostelec nad Labem – Praha (1997/1998, 1998/1999)
- 250106 Mělník – Odolena Voda – Praha (1997/1998, 1999/2000)
- 250107 Kostelec nad Labem – Praha (1999/2000)
- 250108 Kralupy nad Vltavou – Veltrusy – Odolena Voda – Bašť – Praha (1999/2000)
- 250109 Kralupy nad Vltavou – Odolena Voda – Praha (1999/2000)
- 257001 MHD Kralupy nad Vltavou: Zeměchy – Minice – Hřbitov – Žel. st. – Koupaliště – Kaučuk (1998/1999)
- 257002 MHD Kralupy nad Vltavou: Žel. st. – Nelahozeves – Kaučuk – Žel. st. (1998/1999)
- MHD003 Chvatěruby – Kralupy nad Vltavou, Kaučuk – Kralupy nad Vltavou, žel. st. – Minice – Zeměchy (1997/1998)
- 281001 Klecany – Praha – Kutná Hora – Pardubice – Litomyšl – Lanškroun (1995/1996)
- 281002 Odolena Voda – Praha (1995/1996, 1997/1998), Veliká Ves – Odolena Voda – Bašť – Praha (1998/1999, 1999/2000)
- 281004 Odolena Voda – Měšice – Praha – Čáslav – Hlinsko – Svratka – Polička (1995/1996)
- 281005 Čakovičky – Praha – Turnov – Jilemnice – Vítkovice, Horní Mísečky (1995/1996)
- 281006 Čakovičky – Praha – Jičín – Jilemnice – Rokytnice nad Jizerou (1995/1996)
- 281007 Předboj – Praha – Jičín – Vrchlabí – Špindlerův Mlýn (1995/1996)
- 281008 Brandýs nad Labem-Stará Boleslav – (Praha) – Brno – Kroměříž – Veselí nad Moravou – Luhačovice (1995/1996)
- 281009 Měšice – Praha – Chotěboř – Žďár nad Sázavou – Bystřice nad Pernštejnem/Brno (1995/1996)
- 281011 Brandýs nad Labem-Stará Boleslav – Praha – Jičín – Trutnov – Janské Lázně (1995/1996)
- 281012 Jirny, Nové Jirny – Praha – Ronov nad Doubravou – Seč – Hlinsko – Sněžné – Nové Město na Moravě (1995/1996)
- 281013 Brandýs nad Labem-Stará Boleslav – Praha – Hradec Králové – Žamberk – Králíky – Jeseník (1995/1996)
- 281016 Brandýs nad Labem-Stará Boleslav – Praha – Odolena Voda – Kralupy nad Vltavou (1995/1996, 1997/1998, 1998/1999)
- 281017 Brandýs nad Labem-Stará Boleslav – Praha – Mělník – Štětí (1995/1996, 1997/1998, 1998/1999)
- 281018 Brandýs nad Labem-Stará Boleslav – Praha – Kostelec nad Labem (1995/1996)
- 281019 Brandýs nad Labem-Stará Boleslav – Mečeříž (1995/1996, 1997/1998, 1998/1999)
- 281020 Brandýs nad Labem-Stará Boleslav – Sojovice (1995/1996), Brandýs nad Labem-Stará Boleslav – Sojovice – Brandýs nad Labem-Stará Boleslav (1997/1998, 1998/1999, 1999/2000)
- 281021 Máslovice – Praha – Bašť – Odolena Voda – Veltrusy – Kralupy nad Vltavou (1995/1996), Máslovice – Husinec, Řež – Klecany – Praha (1997/1998, 1998/1999, 1999/2000)
- 281022 Čelákovice – Brandýs nad Labem-Stará Boleslav – Praha – Vyšehořovice – Mochov (1995/1996)
- 281023 Brandýs nad Labem-Stará Boleslav – Praha – Mělník – Horní Počaply – Štětí (1995/1996, 1997/1998, 1998/1999)
- 281026 Čakovičky – Měšice – Praha – Líbeznice – Bašť – Předboj (1995/1996)
- 281027 Odolena Voda – Mělník – Štětí (1995/1996)
- 281028 Odolena Voda – Máslovice/Větrušice (1995/1996), Odolena Voda – Větrušice – Máslovice (1997/1998, 1998/1999)
- 281029 Brandýs nad Labem-Stará Boleslav – Měšice – Odolena Voda (1995/1996, 1997/1998, 1998/1999, 1999/2000)
- 281030 Brandýs nad Labem-Stará Boleslav – Kostelec nad Labem – Všetaty – Mělník (1995/1996, 1997/1998), Brandýs nad Labem-Stará Boleslav – Kostelec nad Labem – Neratovice/Tišice – Mělník (1998/1999)
- 281031 Brandýs nad Labem-Stará Boleslav – Sudovo Hlavno/Mečeříž (1995/1996), Brandýs nad Labem-Stará Boleslav – Sudovo Hlavno – Mečeříž (1997/1998, 1998/1999, 1999/2000)
- 281032 Brandýs nad Labem-Stará Boleslav – Káraný (1995/1996, 1997/1998, 1998/1999, 1999/2000)
- 281033 Brandýs nad Labem-Stará Boleslav: Sídliště BSS – Motorlet (1997/1998, 1998/1999)
- 281034 Brandýs nad Labem-Stará Boleslav: Vosí Hnízdo – Vrábí/Sídliště BSS (1995/1996, 1997/1998)
- 281035 Brandýs nad Labem-Stará Boleslav: Náměstí – Pekárny (1995/1996, 1997/1998), Nádraží – VDO (1998/1999)
- 281036 Jirny – Praha – Jirny (1995/1996)
- 281037 Brandýs nad Labem-Stará Boleslav – Praha – Mělník – Kokořín (1995/1996)
- 281038 Panenské Břežany – Kojetice – Líbeznice (1995/1996, 1997/1998, 1998/1999, 1999/2000)
- 281040 Brandýs nad Labem-Stará Boleslav – Jirny – Úvaly (1995/1996, 1997/1998, 1998/1999, 1999/2000)
- 281041 Brandýs nad Labem-Stará Boleslav – Čelákovice – Úvaly – Říčany (1995/1996, 1997/1998, 1998/1999, 1999/2000)
- 281043 Husinec, Řež – Klecany – Praha – Odolena Voda – Neratovice, Korycany (1995/1996)
- 281048 Měšice – Praha – Kamenice nad Lipou – Kunžak – Slavonice – Nová Bystřice (1995/1996)
- 281050 Brandýs nad Labem-Stará Boleslav – Neratovice – Obříství – Veltrusy – Kralupy nad Vltavou (1995/1996)
- 281062 Brandýs nad Labem-Stará Boleslav – Čelákovice – Mochov – Čelákovice (1998/1999)
- 281063 Předboj – Líbeznice – Praha (1997/1998, 1998/1999)
- 281064 Čelákovice – Brandýs nad Labem-Stará Boleslav – Praha (1997/1998, 1998/1999, 1999/2000)
- 281068 Brandýs nad Labem-Stará Boleslav – Praha (1997/1998, 1998/1999, 1999/2000)
- 281069 Odolena Voda – Měšice – Praha (1997/1998, 1998/1999), Odolena Voda – Předboj – Měšice – Praha (1999/2000)
- 281073 Ondřejov – Praha (1998/1999, 1999/2000)
- 281075 Brandýs nad Labem-Stará Boleslav – Čelákovice/Sojovice – Lysá nad Labem – Milovice (1998/1999, 1999/2000)
- 281076 Brandýs nad Labem-Stará Boleslav – Praha – Odolena Voda – Mělník (1998/1999)
- 281080 Brandýs nad Labem-Stará Boleslav – Veleň – Praha (1999/2000)
- 281081 Brandýs nad Labem-Stará Boleslav – Praha, Avia Letňany (1999/2000)
- 290024 Číčovice, Velké Číčovice – Tuchoměřice – Praha– Roztoky II, Levý Hradec/Únětice (1995/1996)
- 290025 Lichoceves, Noutonice – Roztoky – Praha – Velké Přílepy – Otvovice/Kralupy nad Vltavou (1995/1996)
- 290039 Velké Přílepy – Lichoceves, Noutonice (1995/1996)
- 290044 Úholičky – Roztoky – Praha – Velvary – Mšené-lázně – Libochovice (1995/1996)
- 290045 Holubice – Libčíce nad Vltavou (1995/1996)
- 290083/290084 Zákolany/Okoř – Číčovice – Středokluky – Praha (společný souhrnný jízdní řád 1999/2000)
- 640001 Broumov/Teplice nad Metují – Náchod – Hradec Králové – Praha (1995/1996)
- 660001 Deštné v Orlických horách/Olešnice v Orlických horách – Hradec Králové – Praha (1995/1996)
- 670029 Harrachov – Tanvald – Turnov – Praha (1995/1996)
- 670030 Benecko/Dolní Dvůr – Jičín – Praha (1995/1996)

Oblast Štěchovicka:
- 200600 Rabyně, Měřín/Masečín – Štěchovice – Praha (1998/1999)
- 200601 Vysoký Újezd – Hradištko – Štěchovice – Praha (1998/1999)
- 290051 Mníšek pod Brdy – Bratřínov – Davle – Praha (1997/1998, 1998/1999)
- 290260 Štěchovice – Praha (od 1. 7. 1997), 2 z 5 vozů byly označeny jmény „Štěchovice“ a „Davle“ a opatřeny na bocích znaky těchto měst[11]
- 308001 Sedlčany – Štěchovice – Praha (1998/1999)
- 308002 Županovice/Chotilsko, Živohošť – Štěchovice – Praha (1998/1999)

Do Pražské integrované dopravy nebyl dopravce nikdy zapojen, majetek podniku a většina jeho dopravních výkonů v regionu přešly kolem roku 1999 převážně na novou společnost ČSAD Střední Čechy s. r. o., část výkonů v některých oblastech na ČSAD Kladno a. s., ČSAD Praha-Vršovice a další dopravce.

## Bohemiatour
Firma Bohemiatour a. s. byla zapsána do obchodního rejstříku 24. června 1996 s IČ 25060163. Vlastník není z obchodního rejstříku zřejmý (akcie na majitele), JUDr. Jan Hofmann však byl jedním ze tří členů představenstva, za něž mohli jednat nejméně dva členové společně, a od 8. ledna 2003 se stal jediným členem představenstva s právem rozhodovat o všech záležitostech, které nejsou vyhrazeny valné hromadě.
Ve veřejné autobusové dopravě se objevila někdy kolem roku 1999 a převzala provoz na některých trasách z Prahy do oblasti Štěchovic.
- 200604 Rabyně, Měřín/Masečín – Štěchovice – Praha (1999/2000)
- 200605 Vysoký Újezd – Hradištko – Štěchovice – Praha (1999/2000)
- 290262 Mníšek pod Brdy – Nový Knín – Štěchovice – Praha (1999/2000), zrušena 1. ledna 2005
- 640004 Velichovky – Hradec Králové – Praha (1999/2000)
- 690251 Pec pod Sněžkou/Horní Malá Úpa, Pomezní Boudy – Trutnov – Hořice – Praha (1999/2000)
- 690271 Janské Lázně/Pec pod Sněžkou – Jičín – Praha (1999/2000)
- 690702 Špindlerův Mlýn – Vrchlabí – Jičín – Praha (1999/2000)
- 840701 Svratka – Hlinsko – Seč – Ronov nad Doubravou – Praha (1999/2000)
- 950200 Jeseník – Králíky – Žamberk – Rokytnice v Orlických horách – Rychnov nad Kněžnou – Hradec Králové – Praha (1999/2000)
- 950201 Jeseník – Svitavy – Čáslav – Praha (1999/2000)

V letech 2004–2005 byly nařízeny na majetek společnosti exekuce ve prospěch Dopravního podniku hl. m. Prahy, Technické správy komunikací hl. m. Prahy, ČSAD Tišnov spol. s r. o., Českého Telecomu a. s., Středočeské energetické a. s., Vojenské zdravotní pojišťovny ČR a TRW-Carr s. r. o. Dne 20. července 2007 byl na majetek společnosti prohlášen konkurs.

## Hofmann GmbH
Poté, co živnost JUDr. Jana Hofmanna propadla konkursu, provozoval ještě nějaký čas několik linek pod hlavičkou české organizační složky své německé firmy Hofmann GmbH. Adresa sídla byla udávána Sloup č. p. 1, 252 06 Davle III. Tato firma získala i některá z vozidel původní živnosti, která nepropadla exekucím.
Organizační složka byla zapsána do obchodního rejstříku 28. března 2001 pod IČ 26442876 a dosud nebyla zrušena (listopad 2009). Mateřská firma sídlila ve Furth im Wald a jejím statutárním orgánem byl JUDr. Jan Hofmann, trvale bytem ve Furth im Wald.
Množstvím stížností na tohoto dopravce se zabýval v letech 2004–2006 například web BUSportál. Například 25. prosince 2003 řidič na lince Praha–Jablunkov za jízdy usínal, ve voze bylo minus 13 stupňů Celsia, zpoždění 30 minut, a pohonné hmoty tankoval až během cesty teprve poté, co na ně měl dost peněz z právě utrženého jízdného, přičemž si cestující všiml, že tentýž autobus má již od léta prasklé čelní sklo. 13. července 2004 byl cestující překvapen, když přišel na zastávku na spoj vyhledaný IDOSem a v jízdním řádu nalezl strojopisnou poznámku, že dotyčný spoj jede „pouze po ohlášení“, totéž se mu pak stalo i na jiné lince téhož dopravce. Pracovník dopravce na uvedeném telefonním čísle položil telefon uprostřed hovoru a na následnou SMS reagoval zpětnou SMS s textem "polip si prdel". 17. prosince 2004 jeden dálkový spoj z Prahy vynechal a jiný vyjel se 40minutovým zpožděním, protože do Prahy kvůli poruše dojel s tříhodinovým zpožděním. Majitel společnosti JUDr. Hofmann k tomu e-mailem odpověděl, že k „blábolům pana Drápala“ může říci, že kritického dne byl s vysokými teplotami upoután na lůžko a náhradní dopravce se na něj vykašlal, protože měl jiný kšeft. Následně pan Hofmann zjistil, že řidič omylem odbavil zcela jiné cestující na zcela jiném nástupišti za což se pan Hofmann prostřednictvím BUSportálu omluvil. 25. března 2005 z Prahy spoj linky 186100 zřejmě opět vynechal a navíc na nástupišti na Florenci visel neplatný jízdní řád. 19. března 2005 Ford Transit s logem Eurolines ČR na trase z Prahy-Černého Mostu do Liberce a Frýdlantu opomněl zajet do Brandýsa, jak podle jízdního řádu měl,
Redakce BUSportálu na základě neobvyklého množství stížností na tohoto dopravce zaslala všem krajským úřadům dopis s dotazem ohledně nástrojů, které cestující a úřady mají vůči takovému dopravci. Z odpovědí vyplynulo, že je obtížné takovému dopravci licenci nevydat, přičemž Liberecký kraj uvedl, že jiný kraj vydal této firmě licenci přes nesouhlas Libereckého kraje jako dotčeného úřadu. Pražský magistrát uvedl, že v té době (leden 2005) s dopravcem vedl správní řízení pro opakované nedodržování jízdního řádu na lince 186100, přičemž podobná správní řízení s ním vedlo i několik jiných krajů, například Moravskoslezský a Plzeňský. Úřad Olomouckého kraje žil v domnění, že linka 186100 není provozována, protože mu udělení licence nebylo pražským magistrátem oznámeno a dopravce neuzavřel smlouvu na užívání označníků zastávek v kraji.

Linky:
- 134104 Praha – Tábor – Jindřichův Hradec – Nová Bystřice[20] zřízena 18. 1. 2004 (pro podobnou trasu měl dopravce z dřívějška licenci i pro souběžnou linku 340901), zrušena 1. 1. 2006, obnovena 10. 12. 2006 formálními spoji k udržení licence, zrušena 14. 12. 2008
- 141106 Praha – Plzeň – Mariánské Lázně – Cheb – Františkovy Lázně,[20] zřízena 18. 1. 2004, zrušena 14. 12. 2008
- 179640 Praha – Pelhřimov – Jemnice, zřízena 3. 3. 2006, zrušena 14. 12. 2008
- 186100 Praha – Jihlava – Brno – Olomouc – Ostrava – Havířov – Český Těšín – Jablunkov,[20] v roce 2003 již byla v provozu, zrušena 1. 1. 2006, obnovena 10. 12. 2006 formálními spoji k udržení licence, zrušena 9. 12. 2007
- 290261 Štěchovice – Praha – Kamenice n.L. – Kynžvart – Jemnice,[20] v roce 2003 již byla v provozu, zrušena 1. 1. 2006
- 340901 Nová Bystřice – Jindřichův Hradec – Tábor – Praha, v roce 2003 již v provozu, zrušena 9. 12. 2007
- 540281 Nové Město pod Smrkem – Hejnice – Liberec – Praha, Opatov, zřízena 6. 3. 2005 v trasa Nové Město pod Smrkem – Hejnice, od 11. 12. 2005 prodloužena do Prahy, zrušena 12. 6. 2006
- 721320 Tišnov – Velká Bíteš – Křižanov – Velké Meziříčí – Humpolec – Praha – Brandýs nad Labem-Stará Boleslav – Mladá Boleslav – Liberec – Frýdlant – Nové Město pod Smrkem,[22] zřízena 12. 9. 2004, zrušena 10. 12. 2006
- 721321 Hodonín – Břeclav – Mikulov – Pohořelice – Třebíč – Jindřichův Hradec – Praha – Plzeň – Mariánské Lázně – Františkovy Lázně – Aš,[22] zřízena 12. 9. 2004, zrušena 11. 12. 2005
- 790960 Jemnice – Dačice – Telč – Třešť – Jihlava – Praha (kolem roku 2005),[20] zřízena 28. 12. 2003, zrušena 9. 12. 2007

## Eurolines Česká republika
EUROLINES Česká republika spol. s r. o. byla zapsána do obchodního rejstříku 29. října 1996 pod IČ 25087037 a původně sídlila v Brandýse nad Labem-Staré Boleslavi. Statutárním orgánem je jednatel, jímž je od počátku firmy Naděžda Hofmannová. Původně měla společnost více spoluvlastníků, hlavními vlastníky byli se zhruba třetinovými podíly Naděžda Hofmannová a Martin a Renata Barveníčkovi, relativně malý podíl vlastnil v letech 1996–1998 i JUDr. Jan Hofmann. Od 21. února 2007 se Naděžda Hofmannová stala jediným vlastníkem a sídlo společnosti bylo přepsáno do Prahy 4. Dopravní působení firmy je často spojováno s JUDr. Janem Hofmannem, který jménem této firmy například odpovídá na stížnosti a pracuje pro ni jako řidič.
Linka 284001 Ondřejov – Praha dopravce EUROLINES ČR spol. s r. o. se objevila v jízdním řádu 1999/2000.
Naposledy společnost provozovala linku 800 905 Strání – Praha. Podle jízdního řádu platného od 12. prosince 2004 byl provoz linky v rozsahu jednoho páru spojů denně zahájen od 1. června 2005. Linka byla ukončena na státní hranici, pravděpodobně navazovala bez přestupu na slovenskou vnitrostátní linku. Od 2. července 2015 byl novým jízdním řádem (obsahujícím pouze fiktivní jednodenní pár spojů) provoz fakticky zastaven, zrušením linky k 13. prosinci 2015 byla fakticky ukončena činnost dopravce ve veřejné linkové dopravě.
V roce 2009 tato firma jezdí pouze linku 000395 z Prahy do Banské Bystrice, jejíž vnitrostátní úseky jsou oficiálně vedeny též jako vnitrostátní linky. Vnitrostátní linka 800905 Strání – Veselí nad Moravou – Kyjov – Brno – Jihlava – Praha má v jízdním řádu u jednoho páru spojů poznámku, že spoje na českém úseku „současně nahrazují spoj SAD Banská Bystrica a. s. na lince 000395“ a že autobus „pokračuje ze zastávky Strání, Květná na území SR jako spoj linky SK 601702 do Banské Bystrice“. Pod tabulkou jízdního řádu je ještě poznámka „Spoje jsou zajišťovány autobusem pravidelné linky 000395“. Druhý pár spojů na této lince jede pouze jedenkrát ročně, přičemž z Prahy jede ve stejném čase jako celoroční spoj. Linka 800905 byla poprvé zřízena jízdním řádem platným od 12. 12. 2004, podle kterého měla začít jezdit od léta 2005.
V lednu 2009 byla publikovaná stížnost, podle níž byl na tuto linku nasazen zastaralý nevyhovující a špinavý autobus, jehož řidič všem cestujícím tykal, choval se neprofesionálně, cestujícím s místenkami nezajistil místa k sezení a během jízdy souvisle 15 minut telefonoval s mobilním telefonem u ucha, přičemž cestující byli nuceni v Jihlavě přestupovat, ač mělo jít o přímý spoj, a autobus byl u vstupu opatřen vývěskou „OČISTITE SI OBUV!!! Neplatí pre analfabetov“. JUDr. Jan Hofmann v odpovědi vytkl stížnosti subjektivnost a zkreslení skutečnosti, a uvedl, že stěžoval se hrubě mýlí, pokud se domnívá, že dne 23. 12. 2008, jehož se stížnost zřejmě měla týkat, v Jihlavě přestupoval, protože pod pojmem přestup se v rámci Informačního systému AMS rozumí použití více linek a s použitím více než jedné jízdenky, zatímco změna autobusu na lince 000395 přestupem nebyla, přičemž z provozních důvodů na straně dopravců, společně provozujících linku, cestující využili služeb obou dopravců na lince a šlo o mimořádně opatření z důvodu odlišnosti provozu na Štědrý den, přičemž se pan Hofmann přiznal, že právě on byl oním řidičem „s dírou v kalhotách“ a že autobus Karosa 955 E vyrobený roku 2003 je pro tuto linku vyhovující a je v něm povolena přeprava stojících cestujících a zabrání místa si stěžovatel zavinil sám tím, že kvůli poslechu mp3 přehrávače nezareagoval včas na výzvu k nástupu. Podle jiné stížnosti 10. dubna 2009 měl autobus více než 3 hodiny zpoždění a JUDr. Jan Hofmann se následně v telefonu vyjadřoval vulgárně. JUDr. Jan Hofmann v odpovědi označil stěžovatele za vyděrače, kteří požadovali jako náhradu újmy 100 eur a vyhrožovali požadováním řádově vyšších částek.
Podle příspěvků v názorové sekci webu kurzy.cz byl například 21. července 2014 na linku 000395 z Prahy do Trenčína přistaven rezavý autobus s děravou karoserií bez klimatizace a WC s arogantním šoférem bez partnera na střídání, který nevydal doklad za dovozné na zavazadlo a bral do vozu i cestující k stání, resp. k sezení na podlaze. Na stížnost ještě v červnu 2014 odpovídal jménem této společnosti JUDr. Jan Hofmann. Na podobnou stížnost sdělil, že společnost Eurolines Česká republika, spol. s r.o. za 18 let přepravila na dotyčné lince přes milión cestujících a že použité vozidlo tovární značky Karosa je prověřeno pro mezinárodní autobusovou dopravu, podle certifikátu STK nevykazuje žádnou závadu bránící provozu a dvě lehké závady vnější koroze neohrožují vlastní provoz. 28. dubna 2014 byl na linku 000395 v 11 hodin z Prahy nasazen mikrobus, což ani jeden z dvoučlenné posádky vozidla cestujícím nebyl ochotný vysvětlit. Pán, který kontroloval jízdenky a ukládal zavazadla, vybíral za zavazadla dovozné bez vydání dokladu. Zavazadla byla uložena do uličky a pod sedačky, po odjezdu z nástupní zastávky vůz jel i s cestujícími kamsi pro přívěsný vozík na zavazadla, ale nakonec ho z provozních důvodů stejně nepřipojili. Vůz neměl klimatizaci a okna se téměř nedala otevřít a řidič prý jel jako šílenec (překračoval maximální rychlost, lepil se na kamión atd.). V Brně cestující byli přestoupeni do jiného autobusu, který podle stěžovatelky byl poruchový a do kopce jel „opravdu pomalu“. 15. května 2014 spoj kvůli zpoždění zcela vynechal půlhodinovou přestávku v Brně.

## Cesta pro Romy do Calais
V říjnu 1997 Jan Hofmann pod hlavičkou Eurolines z vlastní iniciativy a na vlastní náklady vyslal autobus s romskými zaměstnanci své firmy, aby přesvědčili české a slovenské Romy ve francouzském Calais k návratu do vlasti. Důvodem byla snaha ukončit mezinárodní ostudu a obavy, aby západoevropské země nezavedly pro české občany vízovou povinnost, což by poškodilo dopravce. Společně s českou konzulkou v Paříži Ljubou Svobodovou však přesvědčili pouze čtyři.